# Chevilly, Loiret

Chevilly este o comună în departamentul Loiret din centrul Franței. În 1 ianuarie 2022 avea o populație de 2.653 de locuitori.